# Michele Santacroce
Michele Santacroce (Bari, 1º febbraio 1921 – Collegno, 15 giugno 1978) è stato un calciatore italiano, di ruolo mediano.

## Carriera
Iniziò la carriera agonistica nella Sanremese, club con cui ottiene l'ottavo posto del Girone D della Serie C 1941-1942.
Nel 1942 passa al Vicenza, club con cui ottiene dodicesimo posto della Serie A 1942-1943.
Nel 1944 è all'allora Juventus Cisitalia, club con cui raggiunge le semifinali interregionali del campionato d'Alta Italia; fece il suo esordio in bianconero contro il Genova il 23 gennaio 1944, in una vittoria per 3-1, mentre la sua ultima partita fu contro il Varese il 25 giugno seguente, in una vittoria per 6-1. Nella sua unica stagione a Torino collezionò 11 presenze e 6 reti.
Lasciata la Juventus passa al Cuneo, club con cui retrocede al termine della Serie B-C Alta Italia 1945-1946.
La stagione seguente la disputa nel Varese, ottenendo il quindicesimo posto del girone A che garantì ai lombardi la permanenza in cadetteria.
Nel 1947 la Juventus lo cede alla Reggina, club di terza serie in cui rimane fino al 1949 disputando 48 partite con 10 reti.
Nella stagione 1951-1952 è tra le file della Paolana, club con cui raggiunge l'undicesimo posto del Girone M.

## Statistiche

### Presenze e reti nei club
| Stagione        | Club               | Campionato | Campionato | Campionato |
| Stagione        | Club               | Comp       | Pres       | Reti       |
| --------------- | ------------------ | ---------- | ---------- | ---------- |
| 1942-1943       | Vicenza            | A          | 2          | 0          |
| Totale Vicenza  | Totale Vicenza     |            | 2          | 0          |
| 1944            | Juventus Cisitalia | CAI        | 11         | 6          |
| Totale Juventus | Totale Juventus    |            | 11         | 6          |
| Totale carriera | Totale carriera    |            | 13         | 6          |